# Błogocice
Błogocice (prononciation : [bwɔɡɔˈt͡ɕit͡sɛ]) est une localité polonaise de la gmina de Radziemice, située dans le powiat de Proszowice en voïvodie de Petite-Pologne.